# (37789) 1997 UL16
1997 UL16 (asteroide 37789) é um asteroide troiano de Júpiter. Possui uma excentricidade de 0.01043386 e uma inclinação de 0.44997º.
Este asteroide foi descoberto no dia 23 de outubro de 1997 por Spacewatch em Kitt Peak.